# ۶۷۳ (پیش از میلاد)
۶۷۳ (پیش از میلاد) ۶۷۳مین سال قبل از تقویم میلادی است.